# Танхэ
Танхэ́ (кит. упр. 唐河, пиньинь Tánghé) — уезд городского округа Наньян провинции Хэнань (КНР). Уезд назван по реке Танхэ.

## История
Когда царство Цинь создало первую в истории Китая централизованную империю, здесь был создан уезд Хуян (湖阳县). При империи Сун здесь разместились органы власти области Танчжоу (唐州). После монгольского нашествия уезд Хуян был расформирован. После основания империи Мин область Танчжоу была понижена в статусе до уезда — так появился уезд Тансянь (唐县). В 1923 году уезд Тансянь был переименован в Танхэ.
В 1949 году был создан Специальный район Наньян (南阳专区), и эти места вошли в его состав. Впоследствии Специальный район Наньян был переименован в Округ Наньян (南阳地区).
В 1994 году решением Госсовета КНР был расформирован округ Наньян и создан Городской округ Наньян.

## Административное деление
Уезд делится на 3 уличных комитета, 12 посёлков и 7 волостей.